# Tejah Barat
Tejah Barat is een bestuurslaag in het regentschap Pamekasan van de provincie Oost-Java, Indonesië. Tejah Barat telt 3746 inwoners (volkstelling 2010).